# Геометрическое квантование
Геометрическое квантование — метод квантования классических теорий и моделей физических систем, при котором построение квантовых аналогов происходит исходя из геометрии пространств состояний (фазовых пространств) соответствующих классических объектов. Геометрическое квантование возникло из стремления распространить методы квантования простых механических систем на более общие системы и фазовые пространства, а также достижения в теории унитарных представлений. В основе геометрического квантования, как и многих других методов квантования, лежит предположение о том, что классическая и квантовая теории являются разными реализациями одной и той же системы математических структур (принцип соответствия Дирака). Основными компонентами этой схемы часто являются алгебры наблюдаемых и пространства состояний.